# Cavaquinho

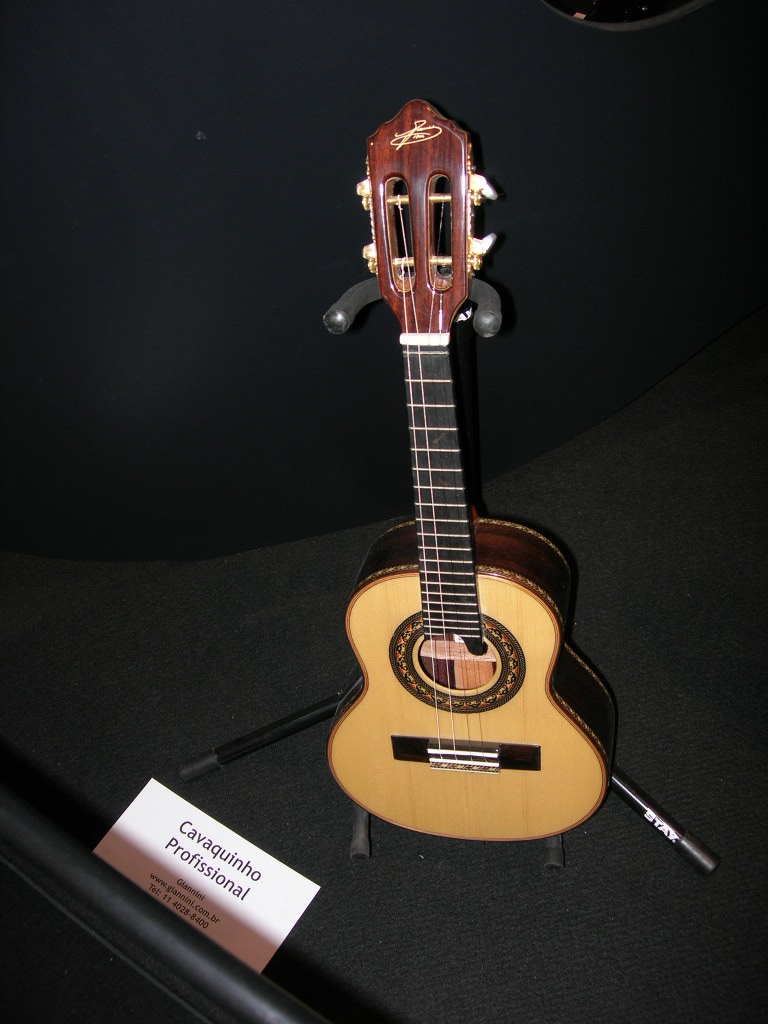
Cavaquinho.

El cavaquinho és un instrument portuguès de 4 cordes, parent de la guitarra i el timple amb influència (segons alguns autors) sobre l'ukelele, deguda a uns immigrants portuguesos de Madeira, que van arribar a Hawaii el 1878, en serien els precursors, però els nadius ho neguen dient que ja el tenien feia 100 anys, aporten com a prova una revista "National Geographic" de 1880 amb unes noies tocant un ukulele de cinc cordes on diu que és l'"instrument nacional de Hawaii" i dos anys és molt poc temps per poder ser elevat a aquesta categoria.
És molt utilitzat en la música tradicional portuguesa. A la música de Samba, el cavaquinho fa la connexió entre l'harmonia i la rítmica.

## Característiques
El cavaquinho és un cordòfon puntejat. És un instrument portuguès, en forma de guitarra però de dimensions molt més reduïdes que aquesta.
Poden considerar germans d'aquest la guitarra, el tiple menorquí, el timple canari, el cuatro veneçolà, l'ukelele, el cavaco, entre d'altres.
L'instrument té quatre cordes metàl·liques o de budell, afinades normalment en Re Si Sol Re, de primera a última corda, o Re Si Sol Mi. (Cal tenir en compte que l'afinació de les cordes és diferent al Brasil que a Portugal). El pont està dividit en 17 (o 19) trasts. La tapa harmònica de la caixa de ressonància no sol estar envernissada.

## Història
Pertany a una família de petits instruments de corda que van tenir un important desenvolupament des del segle xvi, i que tenien un so agut. La paraula "cavaco" en portuguès significa "xerrameca", que en castellà és "xerrada o conversa continuada", i això recorda una mica la forma en què el cavaquinho actua com a part instrumental en la música brasilera, d'aquí el seu nom. Va ser portat a Amèrica pels colonitzadors, aconseguint allà gran popularitat.

## Ús
El cavaquinho s'utilitza en els grups tradicionals de la meitat nord de Portugal, i normalment s'utilitza rascant amb els dits per acompanyar la veu. També és sol utilitzat en la música popular del Brasil, Cap Verd i Moçambic. Al Brasil és utilitzat a la samba, a les congues de Sant Pau i forma part dels conjunts de choro. A Espanya hi ha un instrument semblant, de 4 cordes anomenat "Requint" o "Guitarró" que s'utilitza a les rondalles i a les Balears hi ha el tiple menorquí.